# Party of Five
Party of Five ist eine US-amerikanische Jugendserie. Der Sender Fox sendete von September 1994 bis Mai 2000 insgesamt 142 Episoden der Serie. Die deutschsprachige Erstausstrahlung fand am 2. März 1996 auf RTL und ORF eins statt.

## Handlung
Die Serie handelt von den fünf Geschwistern Salinger, die nach dem Tod ihrer Eltern durch einen Autounfall auf sich allein gestellt sind. Unter diesen Umständen werden sie gezwungen, füreinander Verantwortung zu übernehmen und ihr Leben der Realität anzupassen. Dabei entwickeln sich ganz unterschiedliche Lebensentwürfe.

## Konzept
Das Konzept für die Episode kam von den Drehbuchautoren Christopher Keyser und Amy Lippman. Die Columbia Pictures Television mit ihrem Produzenten-Team rund um Chris Keyser, Amy Lippman, Mark B. Perry, Mitchell Burgess, Robin Green und Ken Topolsky produzierten die Pilotfolge sowie viele weitere Episoden der Serie in San Francisco (Kalifornien), wo die Pilotfolge auch gedreht wurde. Regie führte Richard Pierce.

## Figuren
Charlie Salinger
Charlie ist mit 24 der Älteste der Fünf. Er hat ein ziemlich offenes Liebesleben, allerdings muss er plötzlich mit der Verantwortung klarkommen, das neue Oberhaupt der Familie zu sein. Im Laufe der Serie wird bei ihm Krebs diagnostiziert.
Bailey Salinger
Bailey ist ein 16 Jahre alter, rebellischer Jugendlicher. Er übernimmt später die Geschäftsführung des Restaurants, hat allerdings mit Alkoholmissbrauch zu kämpfen.
Julia Salinger
Julia ist eine sensible 15-Jährige, die viele Fragen in Bezug auf ihr Leben hat. Später wird sie von ihrem Freund Ned misshandelt.
Claudia Salinger
Claudia ist 11 Jahre alt und ein frühreifes Wunderkind.
Owen Salinger
Owen ist mit kaum einem Jahr der jüngste der Geschwister.

## Besetzung und Synchronisation
Die Synchronisation der Serie wurde bei der Plaza Synchron nach Dialogbüchern von Axel Malzacher, Carina Krause und Werner Böhnke unter der Dialogregie von Kornelia Boje erstellt.

### Hauptbesetzung

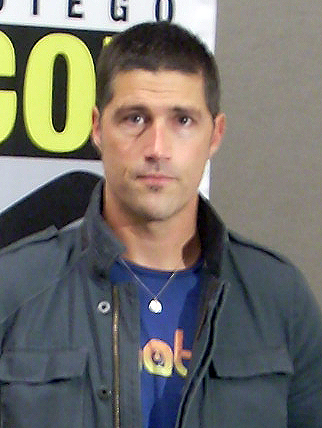
Matthew Fox spielte Charlie Salinger
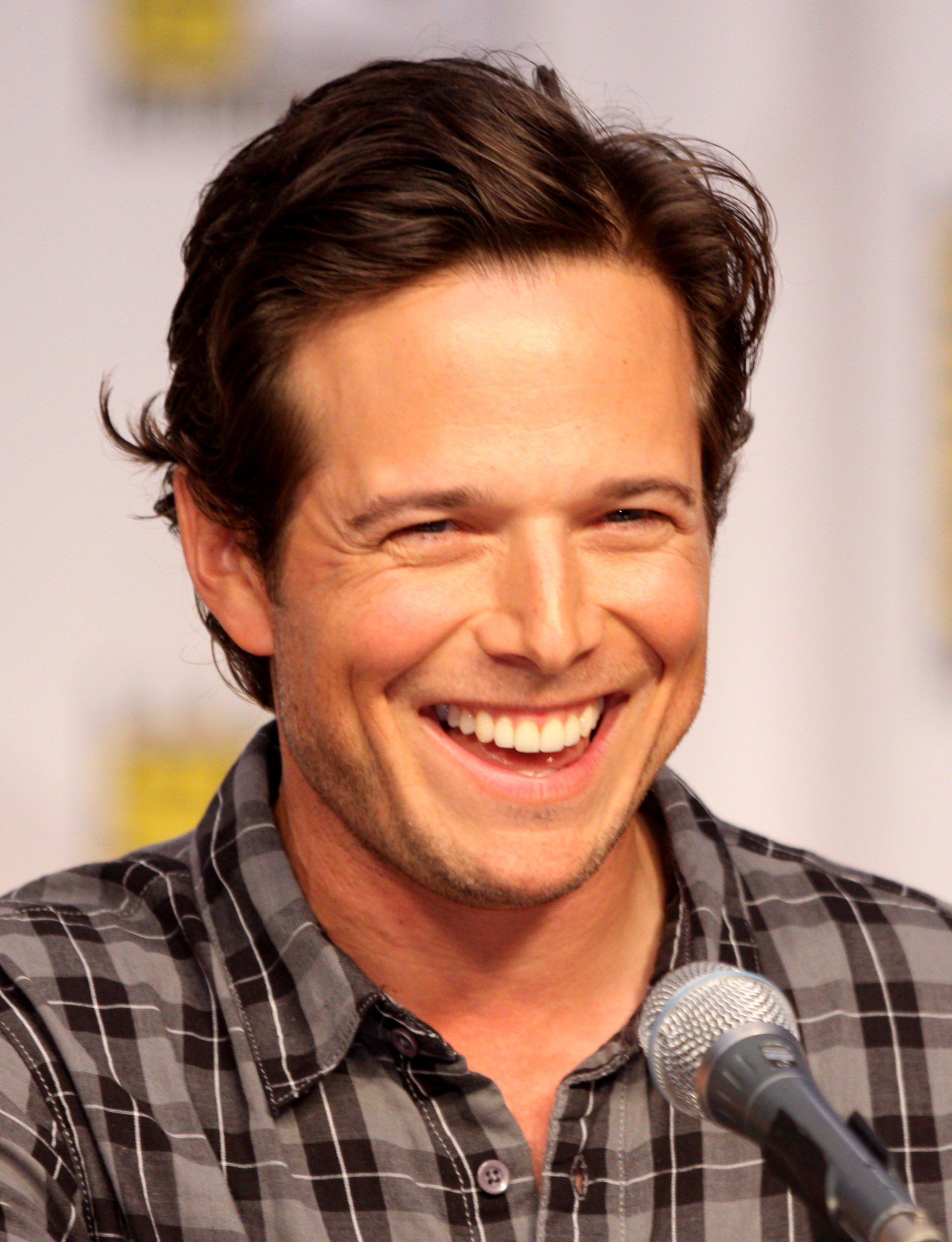
Scott Wolf spielte Bailey Salinger
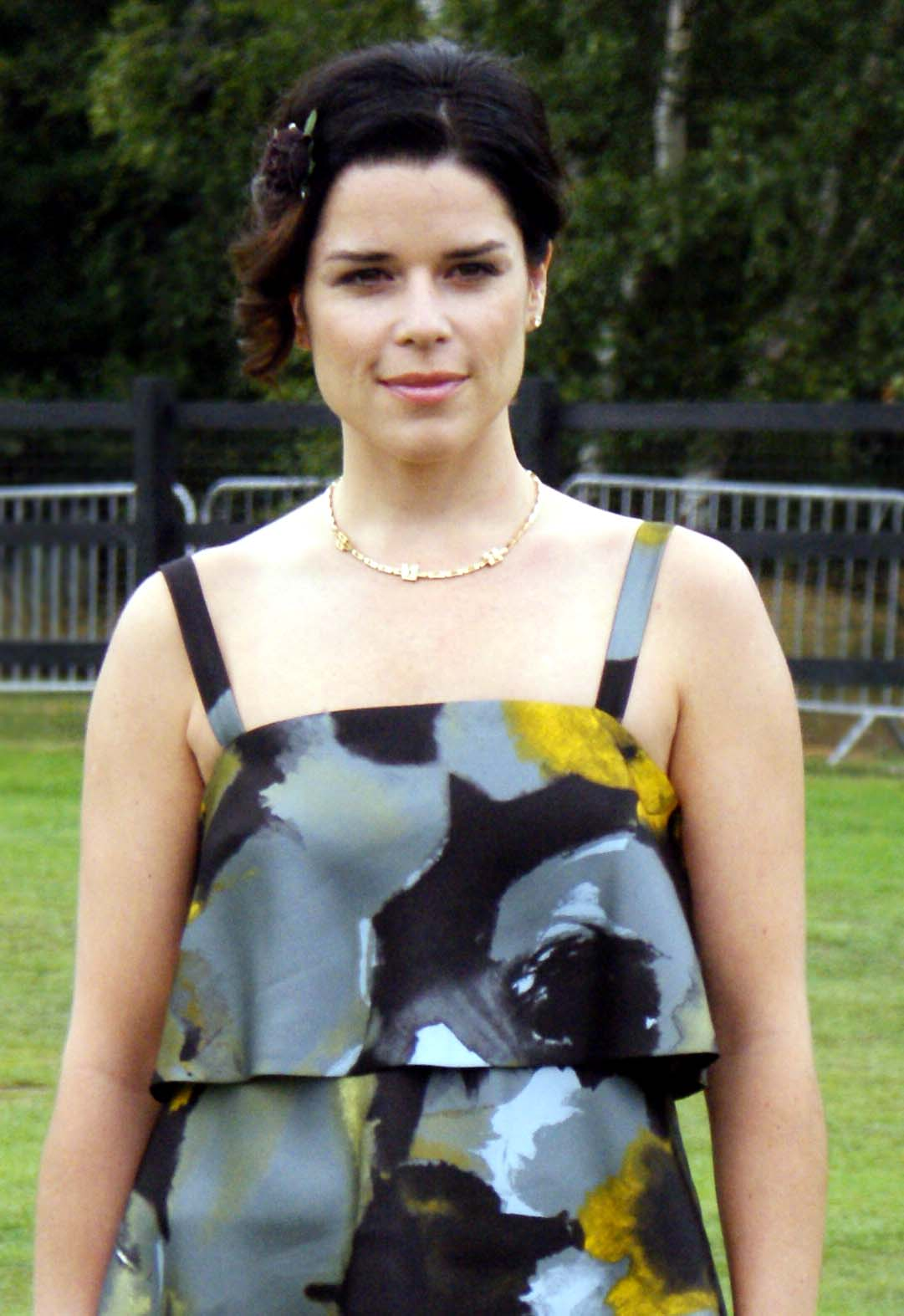
Neve Campbell spielte Julia Salinger
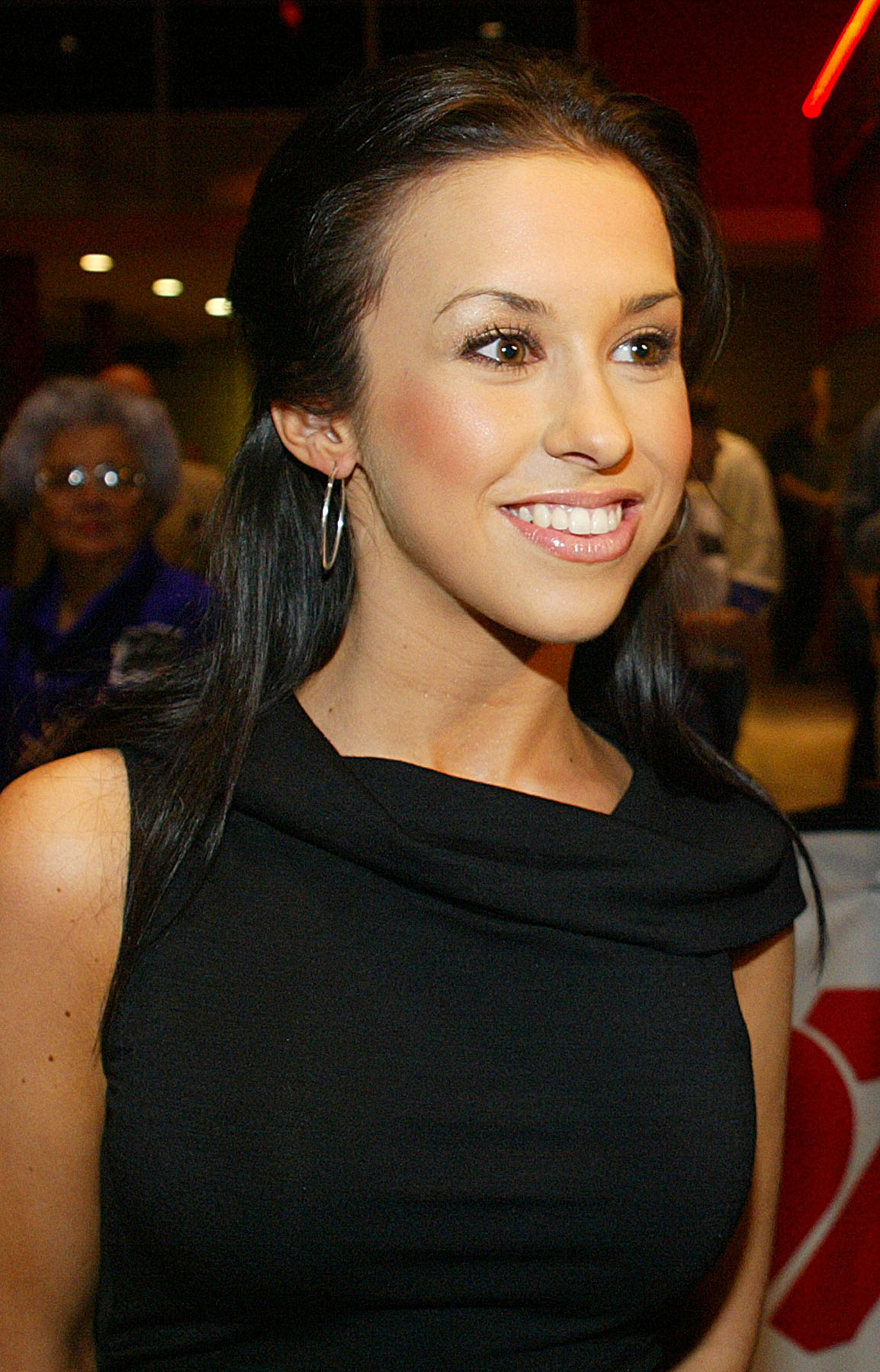
Lacey Chabert spielte Claudia Salinger

| Rolle                    | Schauspieler         | Hauptrolle | Nebenrolle | Synchronsprecher                                             |
| ------------------------ | -------------------- | ---------- | ---------- | ------------------------------------------------------------ |
| Charlie Salinger         | Matthew Fox          | 1–6        |            | Matthias Klie                                                |
| Bailey Salinger          | Scott Wolf           | 1–6        |            | Andreas Fröhlich                                             |
| Julia Salinger           | Neve Campbell        | 1–6        |            | Irina Wanka                                                  |
| Claudia Salinger         | Lacey Chabert        | 1–6        |            | Natalie del Castillo (Staffel 1–2) Andrea Wick (Staffel 3–6) |
| Kirsten Bennett Salinger | Paula Devicq         | 1–6        |            | Alexandra Ludwig                                             |
| Sarah Reeves             | Jennifer Love Hewitt | 2–5        |            | Christine Stichler                                           |
| Will McCorkle            | Scott Grimes         | 1–2, 6     |            | Manou Lubowski                                               |
| Justin Thompson          | Michael Goorjian     | 2          | 1, 3       | Pascal Breuer                                                |
| Griffin Holbrook         | Jeremy London        | 4–6        | 2–3        | Michel Guillaume                                             |
| Callie Martel            | Alexondra Lee        | 3          |            | Anna Carlsson                                                |
| Daphne Jablonsky         | Jennifer Aspen       | 5–6        |            | Anke Korte                                                   |

### Nebenbesetzung
| Rolle               | Schauspieler      | Nebenrolle | Synchronsprecher   |
| ------------------- | ----------------- | ---------- | ------------------ |
| Joe Mangus          | Tom Mason         | 1–6        | Rüdiger Bahr       |
| Ross Werkman        | Mitchell Anderson | 1–6        | Philipp Moog       |
| Mrs. Reeves         | Alyson Reed       | 2–5        | Dagmar Dempe       |
| Sam Brody           | Ben Browder       | 3          | Claus–Peter Damitz |
| Annie Mott          | Paige Turco       | 4          | Susanne von Medvey |
| Dr. Paul Thomas     | Tim DeKay         | 4–5        | Frank Röth         |
| Maggie              | Heather McComb    | 5          | Natascha Geisler   |
| Ned Grayson         | Scott Bairstow    | 5–6        | Philipp Brammer    |
| Cody                | Chad Todhunter    | 5–6        | Stefan Günther     |
| Holly Marie Beggins | Rhona Mitra       | 6          | Melanie Manstein   |

## Ableger
1999 erschien ein unter dem Originaltitel Time of Your Life ein Ableger der Serie, in dem Sarah Reeves von San Francisco nach New York zieht, um ihren Vater zu suchen und erwachsen zu werden. Die Serie brachte es auf 19 Folgen. Neben Jennifer Love Hewitt spielte Jennifer Garner als Romy Sullivan mit. In Deutschland lief die Serie unter dem Namen New York Life – Endlich im Leben! auf ProSieben.

## Ausstrahlung
Die Pilotfolge Zu fünft im Leben wurde am 12. September 1994 auf Fox erstausgestrahlt. Die darauffolgende erste Staffel endete am 15. März 1995. Die Ausstrahlung der zweiten Staffel begann am 27. September 1995 und endete am 27. März 1996. Fox begann mit der Ausstrahlung der dritten Staffel am 21. August 1996 und endete am 2. April 1997. Vom 27. September 1997 bis zum 13. Mai 1998 wurde die vierte Staffel gesendet. Die 25 Folgen der fünften Staffel liefen vom 16. September 1998 bis zu 19. Mai 1999. Die sechste und letzte Staffel sendete Fox ab dem 5. Oktober 1999 und beendete sie mit einem zweistündigen Serienfinale am 3. Mai 2000.

## Zusatzinformationen
Während Neve Campbell, Jennifer Love Hewitt und Lacey Chabert der Sprung ins Kino gelang, erzielten Matthew Fox (Lost), Scott Wolf (Everwood) und Scott Grimes (Band of Brothers, Emergency Room – Die Notaufnahme) ihre größten Erfolge in anderen Fernsehserien.